# Björktjärnskammen
Björktjärnskammen är ett naturreservat i Lycksele kommun i Västerbottens län.
Området är naturskyddat sedan 1997 och är 35 hektar stort. Reservatet omfattar en tre kilometer lång ås. Reservatet av består av mest tall.